# Товариство Фрідріха Гаєка
Товариство Фрідріха Гаєка було засноване в 1998 році групою лобістів, економістів, юристів, підприємців і журналістів у Фрайбурзі та розташоване в Берліні. Воно тісно пов’язане з Фондом вільного суспільства Фрідріха Гаєка, заснованим у 2002 році (не плутати з Фондом Фрідріха Августа фон Гаєка, заснованим у 1999 році). Суспільство спочатку було ліберально орієнтованим, але останніми роками все більше рухалося вправо, що пов'язено з приходом до нього таких людей, як Аліса Вайдель, Беатрікс фон Шторх і Віра Ленгсфельд.

## Діяльність
Згідно зі статутом, товариство має на меті «сприяти економічним, правовим та соціальним науковим дослідженням і знанням у дусі Фрідріха Гаєка та їхньому поширенню». Товариство організовує щорічні Дні Гаєка з врученням медалі Гаєка, сприяє створенню дискусійних груп, так званих «Клубів Гаєка», які слугують для налагодження зв'язків та регулярного обміну досвідом у німецькомовних країнах. У липні 2017 року товариство налічувало 316 членів. Це частина мережі Товариства Монт-Перерен.
За даними журналу Der Spiegel, «багато» заперечувачів зміни клімату є активними членами Товариства Гаєка. Асоціація EIKE, яка відома як центр політично активних та організованих заперечувачів зміни клімату в Німеччині, представлена її президентом Хольгером Тусом, віце-президентом Міхаелем Лімбургом та генеральним секретарем Вольфгангом Мюллером. Лімбург, який, будучи членом AfD, суттєво вплинув на кліматичну політику партії, читає лекції в Товаристві Гаєка. Ініціатор створення Товариства Гаєка Герд Габерманн також виступив з лекцією на конференції EIKE у 2011 році.  Не лише в контексті кліматичної політики члени Товариства Гаєка, такі як Штефан Кутс, побоюються, що державне втручання в економіку знову розквітне, що в кінцевому підсумку призведе до централізованої планової економіки через посилення інтервенціонізму або до соціалізму в тому чи іншому вигляді.
Товариство Гаєка є частиною мережі лобістських організацій, які виступають за політику жорсткої економії.

## Фінансування
Його робота значною мірою фінансується Фондом Гайєка «За вільне суспільство», йдеться про фінансування в обсягах семизначної суми. Паперовий промисловець Едмунд Радмахер постановив, що дохід від його приватного фонду надходитиме лише доти, доки Герд Габерманн обійматиме в ньому посаду.

## Суперечки
Товариство Хайєка спочатку було ліберальною організацією. За останні кілька років (станом на 2020 рік) воно зміщується дедалі правіше, серед іншого, завдяки входженню до нього таких людей, як Аліса Вайдель, Беатрікс фон Шторх і Віра Ленгсфельд. У цьому контексті Spiegel Online говорить про «процес проникнення» в організацію, хоча багато хто прийняв це з власної волі. 
У першій половині 2015 року суперечка між Гердом Габерманом і головою товариства Карен Хорн загострилася під час Днів Гаєка в червні 2015 року. У різних статтях Хорн закликала до демаркації правих і правонаціоналістичних ідей. Вона була стурбована тим, що упередження і наклеп беруть гору не тільки над кейнсіанцями і соціалістами, як зазвичай, але і над «демократією, фемінізмом, плюралізмом, гомосексуалізмом і атеїзмом» як ворожими поняттями.
У відкритому листі 26 членів організації закликали Хорна піти у відставку: Вони могли зрозуміти статтю «лише як спробу нав'язати суспільству одностороннє і вузьке розуміння лібералізму і маргіналізувати значну частину членів як “реакційних”». Суспільству потрібен був хтось на вершині, хто б уособлював дух свободи.
На зборах членів у червні 2015 року голова Карен Хорн запропонувала далекосяжні зміни до Статуту, з якими більшість членів не погодилася.

### Вихід
У липні 2015 року близько 60 членів асоціації подали у відставку і опублікували відповідну заяву, в тому числі голова Карен Хорн, заступник голови Міхаель Вольгемут, три члени засновницької ради, а також Ларс Фельд, голова IW Міхаель Хютер, лідер СвДП Крістіан Лінднер і Ганс-Олаф Хенкель.
Навесні 2017 року економіст Пеер Едерер був звільнений з посади члена Фонду Фрідріха Гайєка за вільне суспільство, відповідального за фінанси. Він передав внутрішню інформацію журналу Der Spiegel і порушив захист даних та особисті права окремих членів через публікацію, зокрема, назвавши суму винагороди, яку Герд Хаберманн отримав за свою роботу. Гюнтер Едерер та його син Пеер вийшли з Товариства Гаєка у червні 2017 року, оскільки побачили, що спадщина Фрідріха Августа фон Гаєка «затягується в націоналістично-етнічне болото».

### Нагородження Хав'єра Мілея
22 червня 2024 року чинний президент Аргентини Хав'єр Мілей отримав у Гамбурзі медаль Товариства Гаєка. У своїй похвальній промові президент товариства, економіст Штефан Кутс, описав Мілея як першопрохідця, який дав своїй країні шанс знайти вихід з глухого кута, спричиненого інтервенціоністською блокадою. Він не популіст, а радше «популяризатор ідей вільного ринку» і відвертається від популістських обіцянок дешевих рішень та патерналістського ставлення держави загального добробуту, яка зрештою лише адмініструє нещастя: Таким чином, він дає своїм співвітчизникам впевненість у собі та виправдану надію". Церемонію нагородження, на якій також були присутні відомі діячі правої сцени Німеччини, такі як Ганс-Георг Маасен та Беатрікс фон Шторх, відвідало близько 200 гостей. Захід супроводжувався протестами кількох сотень людей, до яких закликали різні ліві та деякі аргентинські організації, а також німецька партія Die Linke.
Напередодні нагородження член правління Товариства Гаєка Герд Хаберманн прокоментував Мілея в блозі «Achse des Guten» наступним чином: «Мілей займається нічим іншим, як скасуванням егалітарної соціальної держави (а не тільки її реформуванням) і соціально-політичним деструктивізмом (гендеризм і все таке)». Коментуючи підґрунтя такої оцінки, Die Zeit зазначає, що для Мілея держава — це «сучасний фараон», «а її чиновники — як єгипетські рабовласники». «Батогом трудового та екологічного законодавства вони перетворюють життя економіки на пекло». Die Zeit зазначає, що ультралібералізм Мілея супроводжується «авторитарними, радикальними правими поглядами». Він ненавидить «паскудних лівих», екологічних активістів і особливо феміністок. Товариство Хайєка, яке є «відкритим для правих», очевидно, не має жодних проблем з політичними поглядами Мілея. Це не дивно, адже тезка організації Фрідріх Гаєк «їздив до Чилі в 1977 році, щоб надати поради і підтримку тирану Августо Піночету в “визволенні” економіки». Гаєк також симпатизував португальському диктатору Антоніу де Олівейра Салазару.

## Участь у товаристві
9 лютого 2016 року голова Товариства Гаєка, спираючись на «значну більшість у Раді директорів», написав Беатрікс фон Шторх листа з проханням добровільно вийти з Товариства Гаєка. Публічно сприйнята поведінка не відповідала меті Товариства Гаєка та ідеям Гаєка. Однак фон Шторх не виконала цю вимогу.[22][12] Окрім неї, членами Товариства є також депутати Бундестагу від AfD Аліса Вайдель та Петер Берінгер. Аліса Вайдель оголосила про свою відставку в лютому 2021 року[23].

## Керівні органи
- У лютому 2020 року членами правління були Стефан Кутс як голова правління, Герд Габерманн, Карлос Гебауер і Герхард Папке . [18]
- Правління Фонду вільного суспільства імені Фрідріха Августа фон Гаєка складалося з голови Клеменса Крістманна, Олександра Дьорбекера, Клауса Фогта, Йоганнеса Бахманна та Торстена Ліба. [18]
- Членами правління фонду були Рольф Х. Хассе як голова, Лутц Генселер, Стефан Кутс, Франк Шеффлер, Норберт Ф. Тофалл, Міхаель фон Проліус та Еріх Віде . [18]
- Членами опікунської ради були Томас Бенц, Чарльз Б. Бланкарт, Гюнтер Едерер, Фолькер Дж. Гірс, Йорг Гвідо Хюльсманн, Барбара Кольм, Стефан Кутс, Віра Ленгсфельд, Марина Масоні, Томас Майєр, Ернст-Йоахім Местмакер, Роберт Неф, Марі-Крістін Остерманн, Едзард Шмідт-Йорціг, Гюнтер Шнабл, Альфред Шуллер, Йоахім Старбатті, Тіто Теттаманті та Крістіан Ватрін . [18]

## Медаль Гаєка
Медаллю Гаєка нагороджені:
- 1999 Еріх Гопманн
- 2000 Вернхард Мешель
- 2001 Гайнц Ґрайфенберґер та Манфред Штрайт
- 2002 Роджер Дуглас
- 2003 Гері Беккер
- 2004 Отто Граф Ламбсдорф
- 2005 Іван Міклош та Крістіан Ватрін
- 2006 Гюнтер Едерер та Елізабет Ноель-Нойманн
- 2007 Ганс-Олаф Хенкель та Антоніо Мартіно
- 2008 Роберт Неф та Вернон Сміт
- 2009 Вайра Віке-Фрайберга та Ернст-Йоахім Местмекер
- 2010 Ернандо де Сото та Віктор Ванберг
- 2011 Альфред Шюллер та Разін Саллі
- 2012 Еріх Віде та Ріхард Сулік
- 2013 Крістіан Кіршнер та Хесус Уерта де Сото
- 2014 Джеффрі Бреннан та Райнер Ханк
- 2015 Ізраїль М. Кірцнер, Роланд Тічі та Роланд Баадер (посмертно)
- 2016 Маріо Варгас Льоса та Чарльз Б. Бланкарт
- 2017 Михайло Ходорковський та Пітер Бернгольц
- 2018 Йоахім Старбатті та Лєшек Бальцерович
- 2019 Роланд Вобель
- 2020 Не призначено
- 2021 Мартін Ронгеймер
- 2022 Не призначено
- 2023 Єрг-Гвідо Гюльсманн
- 2024 Хав'єр Мілей

## Нинішні та колишні учасники
У 2015 році членами товариства були 300 економістів, політологів, юристів, підприємців та письменників:
- Ульріке Акерманн (* 1957), політолог і публіцист
- Філіп Баґус (* 1980), економіст і викладач університету
- Томас Бенц
- П'єр Бессар (* 1975), публіцист та економіст
- Петер Берінгер (* 1969), письменник і політик
- Гедеон Босс (* 1983), письменник і колумніст
- Генрік М. Бродер (* 1946), журналіст і письменник
- Чарльз Б. Бланкарт (1942-2023), економіст
- Гюнтер Едерер (* 1941), бізнес-журналіст, режисер і публіцист, до 2017 року
- Пеер Едерер до 2017 року
- Ларс Фельд (* 1966), професор економічної політики, до липня 2015 року
- Карлос Гебауер (* 1964), юрист, публіцист і письменник
- Фолькер Дж.
- Хайке Гьобель (* 1959), бізнес-журналіст
- Герд Габерманн (* 1945), економічний філософ, викладач університету та журналіст-фрілансер
- Райнер Ганк (* 1953), бізнес-журналіст
- Ганс-Адам II (* 1945), принц і глава держави Ліхтенштейн
- Девід Гарнаш (* 1977), журналіст
- Ганс-Олаф Хенкель (* 1940), політик і публіцист, до липня 2015 року
- Карен Хорн (* 1966), бізнес-журналіст, публіцист і університетський викладач, до липня 2015 року
- Йорг Гвідо Хюльсманн (* 1966), німецький економіст
- Конрад Гуммлер (* 1953), підприємець, публіцист і колишній приватний банкір
- Міхаель Гютер (* 1962), економічний дослідник, до липня 2015 року
- Отмар Іссінг (* 1936), економіст
- Сюзанна Кабліц (1970-2017), політик
- Маркус Кербер (* 1963), економіст
- Штефан Колев (* 1981), економіст, до липня 2015 року
- Барбара Кольм (* 1964), економіст
- Штефан Кутс (* 1969), економіст
- Роджер Кеппель (* 1965), журналіст, медіа-підприємець, публіцист і політик
- Хольгер Крахмер (* 1970), політик
- Маркус Кралл (*1962), письменник і консультант з управління
- Віра Ленґсфельд (* 1952), публіцист і політик
- Андре Ф. Ліхтшлаг (* 1968), публіцист і видавець
- Міхаель Лімбург (* 1940), письменник, віце-президент EIKE та член AfD
- Крістіан Лінднер (* 1979), німецький політик, до липня 2015 року
- Саскія Людвіг (* 1968), політик
- Марина Масоні
- Томас Майєр (* 1954), економіст
- Ернст-Йоахім Местмекер (1926-2024), правознавець
- Роберт Неф (* 1942), публіцист і письменник
- Георг-Берндт Ошатц (* 1937), державний службовець і політик
- Марі-Крістін Остерманн (* 1978), підприємець і політик
- Герхард Папке (* 1961), політик
- Рамін Пеймані (* 1968), письменник і публіцист
- Інґо Пієс (* 1964), економіст і фахівець з бізнес-етики
- Торстен Полляйт (* 1967), економіст
- Міхаель фон Проліус (* 1969), економічний історик, консультант з питань управління та публіцист
- Карл Райхмут
- Фредерік К. Редер
- Мартін Ронгаймер (* 1950), філософ і університетський професор
- Вольф Шефер (1941-2020), економіст
- Рене Шой (* 1974), публіцист, філософ і перекладач[27].
- Едзард Шмідт-Йорциг (* 1941), почесний професор публічного права
- Ґюнтер Шнабль (* 1966), економіст
- Ян Шнелленбах (* 1973), економіст і викладач університету, до липня 2015 року
- Мартін К. Шольц
- Альфред Шюллер (* 1937), економіст
- Томас Зайтер
- Йоахім Старбатті (* 1940), економіст і політик
- Хольгер Штельцнер (* 1962), журналіст
- Кора Штефан (* 1951), журналістка і письменниця
- Беатрікс фон Шторх (* 1971), політик
- Манфред Е. Штрайт (1939-2017), економіст
- Лінда Тойтеберг (* 1981), юрист і політик
- Тіто Теттаманті (* 1930), юрист, політик, підприємець і капіталіст
- Хольгер Тусс (* 1969), президент і засновник EIKE
- Роланд Вобель (* 1948), економіст
- Крістіан Ватрін (1930-2020), економіст
- Герхард Вегнер (* 1956), економіст та університетський викладач, до липня 2015 року
- Аліса Вайдель (* 1979), консультант з питань управління та політик, до лютого 2021 року
- Міхаель Вальгемут (* 1965), економіст і публіцист, до липня 2015 року
- Крістоф Цейтлер

## Зовнішні посилання
- Website der Friedrich A. von Hayek-Gesellschaft
- Friedrich August von Hayek-Stiftung für eine freie Gesellschaft. In: Lobbypedia.
- AfD-Streit zerreißt liberale Hayek-Gesellschaft
- Libertäre zeichnen Javier Milei aus, taz, 2024.